# Ívar Smilga
Ívar Tenísovich Smilga (en letón: Ivars Smilga; en ruso: Ивар Тенисович Смилга) (Aloja, Letonia, Imperio Ruso, 1892 – Unión Soviética, 1938) fue un revolucionario y político bolchevique y miembro de la Oposición de izquierda del Partido Comunista de la Unión Soviética.

## Biografía
Smilga nació en Aloja, en la Gubérniya de Livonia (actualmente Letonia), hijo de un ingeniero forestal asesinado por tropas de la Rusia imperial en 1906 durante la última etapa de la Revolución rusa de 1905. 
Smilga fue presidente del Comité Regional de los Sóviets de Finlandia en 1917 y presidente del Comité Central de la Flota del Báltico entre 1917 y 1918. En abril de 1917 fue elegido miembro del Comité Central del Partido Bolchevique.
Junto a Mijaíl Tujachevski, lideró el 7.º Ejército del Ejército Rojo durante la Guerra polaco-soviética en 1920. Fue vicepresidente del Vesenja entre 1921 y 1928 y del Gosplán entre 1924 y 1936. 
Tras participar en la Oposición de izquierda liderada por León Trotski, la abandonó junto a Yevgueni Preobrazhenski, argumentando que el ascenso de Iósif Stalin había significado la aplicación de muchas de las políticas recomendadas por la Oposición, y que los peligros que afrontaba el Estado soviético, tanto exterior como interiormente, requerían su vuelta al Partido. En 1929, sin embargo, fue expulsado del Comité Central y posteriormente del Partido Comunista. 
Cuando fue desterrado a Jabárovsk en el Lejano Oriente ruso (bajo el pretexto de realizar trabajo del partido en provincias), las autoridades se encontraron una manifestación espontánea de unas mil personas, reunidas en la estación de ferrocarril pidiendo su liberación. 
Fue detenido en 1935 tras el asesinato de Serguéi Kírov, encarcelado, y finalmente ejecutado en 1938. Fue rehabilitado en 1987.